# Chukwuemeka Odumegwu Ojukwu
Chukwuemeka Odumegwu Ojukwu (4. listopadu 1933 Zungeru – 26. listopadu 2011 Londýn) byl nigerijský voják a politik, zakladatel a v období od 30. května 1967 do 14. ledna 1970 také nejvyšší představitel nezávislého státního útvaru Biafra.

## Život
Narodil se v roce 1933 v nigerijském městě Zungeru jako druhý syn zámožného obchodníka, majitele nemovitostí a prezidenta Africké kontinentální banky, Luise Odumegwu Ojukwu. Po studiu na Epson College a následně na Lincoln College v Oxfordu (obor moderní dějiny) se vrátil do Nigérie, kde nastoupil do státní správy (řídil opravy a budování infrastruktury). Po dvou letech vstoupil do armády. Okamžitě byl poslán na vojenskou akademii Sandhurst ve Velké Británii a následné kurzy se zaměřením na logistiku.
Během bojů o Katangu sloužil v jednotkách OSN (3. brigáda mírových sil). V lednu 1963 byl povýšen na podplukovníka a převelen na vrchní velitelství. Z pozice vrchního zásobovače armády se zaměřil na diverzifikaci dodavatelů zbraní. V roce 1965 byl ustanoven jako vojenský guvernér východní oblasti. Ani jednoho z vojenských převratů roku 1966 se aktivně neúčastnil. Ze své pozice udržoval klid ve svěřené oblasti.
27. května 1967 byl vydán vládní dekret, který Nigérii nově rozdělil na dvanáct federálních států. Většina ropných ložisek by se tím dostala pod správu malého kmene Ibibio. S tím Ojukwu (jako Igbo) nemohl souhlasit a 30. května téhož roku prohlásil Východní oblast za samostatnou republiku Biafra. Začala Nigerijská občanská válka, a Biafra padla po „vyhladovění“ 14. ledna 1970. Generál Ojukwu (povýšen 1969) předal 9. ledna 1970 všechny pravomoci svému zástupci generálmajorovi Philipu Effiongovi, a uprchl letecky do exilu v Pobřeží slonoviny, kde mu její prezident Félix Houphouët-Boigny udělil politický azyl. Majetek v Nigérii (především v Lagosu) mu byl zabaven.
V roce 1982 mu byl povolen návrat z exilu. V roce 1984 byl šest měsíců vězněn po dalším z vojenských převratů. Po propuštění podnikal. Několikrát vstoupil do politiky, ale spíše jako hlas demokracie, než jako aktivní politik. Zemřel 26. listopadu 2011 v Londýně. V Nigérii se oficiální pohřeb konal v pátek 2. března 2012. Byl pohřben v nově postaveném mausoleu v Nnewi.